# اميرآباد علي نور (مقاطعة فامنين)
اميرآباد علي نور (بالفارسية: امیر آباد علی نور) هي قرية تقع في Khorram Dasht Rural District في إيران. يقدر عدد سكانها بـ 968 نسمة .